# Lille OSC
Lille LOSC je francouzský fotbalový klub z města Lille. Klub je trojnásobným šampionem Francie, naposledy získal ligovou trofej v ročníku 2020/21. Rivalem Lille je klub Lens ze stejnojmenného města, se kterým se střetávají při Derby du Nord. Zatímco Lille je považováno za klub pro střední vrstvu, Lens se profiluje jako klub pro lidi dělnických profesí.

## Historie
Klub vznikl v roce 1944 sloučením klubů SC Fives a Olympique Lillois. Bosenský trenér Vahid Halilhodžić, který se ujal místa trenéra v roce 1998, vymanil tým z druholigové příslušnosti během ročníku 1999/2000.
Během první sezóny v nejvyšší soutěži skončil s týmem třetí a další sezonu se tak Lille ukázalo v Lize mistrů.
Pátá příčka ve francouzské lize doprovázela třetí místo ve skupině Ligy mistrů, kde Lille skončilo třetí za dvojicí Deportivo de La Coruña a Manchester United, ale před řeckým Olympiakosem, z čehož plynula účast v jarní části Poháru UEFA. Ve 3. kole si Lille poradilo s Fiorentinou a ve 4. kole dvakrát remizovalo s pozdějším finalistou Borussií Dortmund. Kvůli pravidlu venkovních gólů ale do čtvrtfinále nepostoupilo.
Sezóna 2002/03 začala Pohárem Intertoto, kde Lille ve finále podlehlo Stuttgartu 1:2. Francouzská liga nově pojmenovaná jako Ligue 1 se rozšířila na 20 klubů, Lille skončilo na 14. místě. To už v týmu netrénoval Halilhodžić ale Claude Puel. Sezóna 2003/04 skončila 10. pozicí. Sezónu 2004/05 ale Lille načalo postupem do Poháru UEFA, když se stalo vítězem Poháru Intertoto. Cestu Pohárem UEFA zakončil Puelův tým ve čtvrtfinále, když padl s Auxerre.
V ročníku 2008/09 už klub po šesti letech nevedl Claude Puel ale Rudi Garcia.
Olympique Lyon byl konečně sesazen z trůnu, Lille toho ale nedokázalo využít a skončilo páté. Michel Bastos se stal nejlepším nahrávačem soutěže. V sezóně 2009/10 dosáhl klub na čtvrté místo, přičemž se mužstvo Rudiho Garcii prezentovalo útočným fotbalem, který byl ze všech ligových týmů se 72 góly ten vůbec nejproduktivnější.
Další rok se mladé mužstvo okolo hráčů jako Eden Hazard, Gervinho, Yohan Cabaye, Florent Balmont, Rio Mavuba (kapitán) nebo Moussa Sow na pět kol před koncem chopilo příčky číslo jedna, a to o bod před Marseille.
Lille třikrát za sebou zvítězilo – Hazard zařídil vítězství 1:0 venko na Nancy, Saint-Étienne bylo poraženo 2:1 a domácí zápas se Sochaux rozhodl Gervinho. Oproti tomu Olympique Marseille z devíti možných bodů bralo pouze čtyři. Lille stačilo získat jediný bod, aby získalo první titul za 57 let.
Tento bod Lille získalo proti PSG na jeho hřišti. Na remíze 2:2 se podepsali Ludovic Obraniak a Moussa Sow.
Sow za Lille v této sezóně nastřílel 25 gólů. Pro Lille to nebyla jediná trofej, protože tým uspěl též v Coupe de France, čímž získal double.
Mladí hráči byli žádaným zbožím v celé Evropě, především pak Hazard, kterého koupila Chelsea za 32 milionů liber. Gervinho, Cabaye a Mathieu Debuchy rovněž odešli do Premier League.
Oslabené Lille muselo dělit síly mezi domácí Ligue 1 a Ligu mistrů, kde skončilo ve skupině poslední. Lille skončilo v lize třetí za PSG, titul slavil nečekaně Montpellier.
Před sezónou 2012/13 Lille posílilo, do útoku přišli Marvin Martin a Salomon Kalou.
Konkurence však také posílila, především pak PSG, které přivedlo Zlatana Ibrahimoviće a Thiaga Silvu. Lille skončilo šesté, do evropských pohárů se tak nekvalifikovalo. Kalou se osvědčil a vstřelil 14 branek.
Během letního přestupového období roku 2013 odešel trenér Rudi Garcia, a to do AS Řím. Francouzský celek jako trenéra zaměstnal Reného Girarda,
který v ročníku 2013/14 získal 3. místo v tabulce a zajistil 3. předkolo Ligy mistrů na další ročník.
Do sezóny 2016/17 vedl tým Frederic Antonetti. Ten ve 3. předkole Evropské ligy nestačil na ázerbájdžánský klub Qəbələ. Špatné výsledky a předposlední ligová příčka jej v listopadu připravily o zaměstnání.
V průběhu jara 2017 se trenérského postu ujmul Marcelo Bielsa a tým skončil jedenáctý, opírajíc se o góly hostujícího útočníka Nicolase de Prévilla. Ještě předtím se klub dostal do vlastnictví podnikatele Gérarda Lopeze, francouzská asociace však klub prošetřovala a začala se zajímat o Lópezovy finance.
Hráčský kádr se v létě proměnil – 22 fotbalistů tým opustilo a 17 nových dorazilo.
V ročníku 2017/18 Lille zabředlo do sestupových bojů, ačkoli během letního období vynaložilo 70 milionů eur na příchozí posily. Více na posily vydaly pouze PSG s Monacem.
Ligový začátek přinesl výhru nad Nantes Claudia Ranieriho 3:0, další ligová výhra ale přišla až v listopadu. Odchod útočníka de Prévilla a nenalezení náhrady za Dimitriho Payeta, Floriana Thauvina či André-Pierre Gignaca se projevily, navíc se Bielsa dostal do křížku s technickým ředitelem Luísem Camposem.
Bielsa sezónu nedokončil, neboť byl v prosinci vyhozen, na jeho místo dorazil trenér Christophe Galtier. Ani ten se zpočátku nedokázal vymanit ze sestupových příček i kvůli tomu, že kádr postrádal zkušenost – mezi nejstarší hráče mužstva patřili Kévin Malcuit (26 let), Thiago Mendes (26 let) a kapitán Ibrahim Amadou (25 let). Francouzská fotbalová asociace navíc Lille zakázala přestupy, takže klub nemohl v lednu nikoho přivést.
Frustrace příznivců se projevila po březnové domácí remíze 1:1 s Montpellierem, kdy někteří vběhli na hřiště a napadli fotbalisty vlastního mužstva.
Galtierovo mužstvo vyhrálo naposled v lednu, závěrečné klíčové zápasy proti Métám (3:1), Toulouse (3:2) a Dijonu (2:1) ale zvládlo a udrželo se v nejvyšší soutěži.
Galtier mužstvo v další sezóně 2018/19 pozvedl a dosáhl na druhé místo za triumfujícím PSG. Kvalitní výkony ve své druhé sezóně předváděl Nicolas Pépé, který v létě odešel do Arsenalu za 80 milionů eur. Inkasované peníze klub použil např. při příchodu portugalského záložníka Renata Sanchese z Bayernu za 20 milionů eur.

## Získané trofeje

### Vyhrané domácí soutěže
- 1. francouzská liga ( 4x )

(1945/46, 1953/54, 2010/11, 2020/21)
- Francouzský fotbalový pohár ( 6x )

(1945/46, 1946/47, 1947/48, 1952/53, 1954/55, 2010/11)

### Vyhrané mezinárodní soutěže
- Pohár Intertoto ( 1x )

(2004)

## Slavní hráči
- Jean Baratte
- Peter Odemwingie
- Éric Abidal
- David Rozehnal
- Eden Hazard
- Moussa Sow
- Salomon Kalou